# ایوایلو

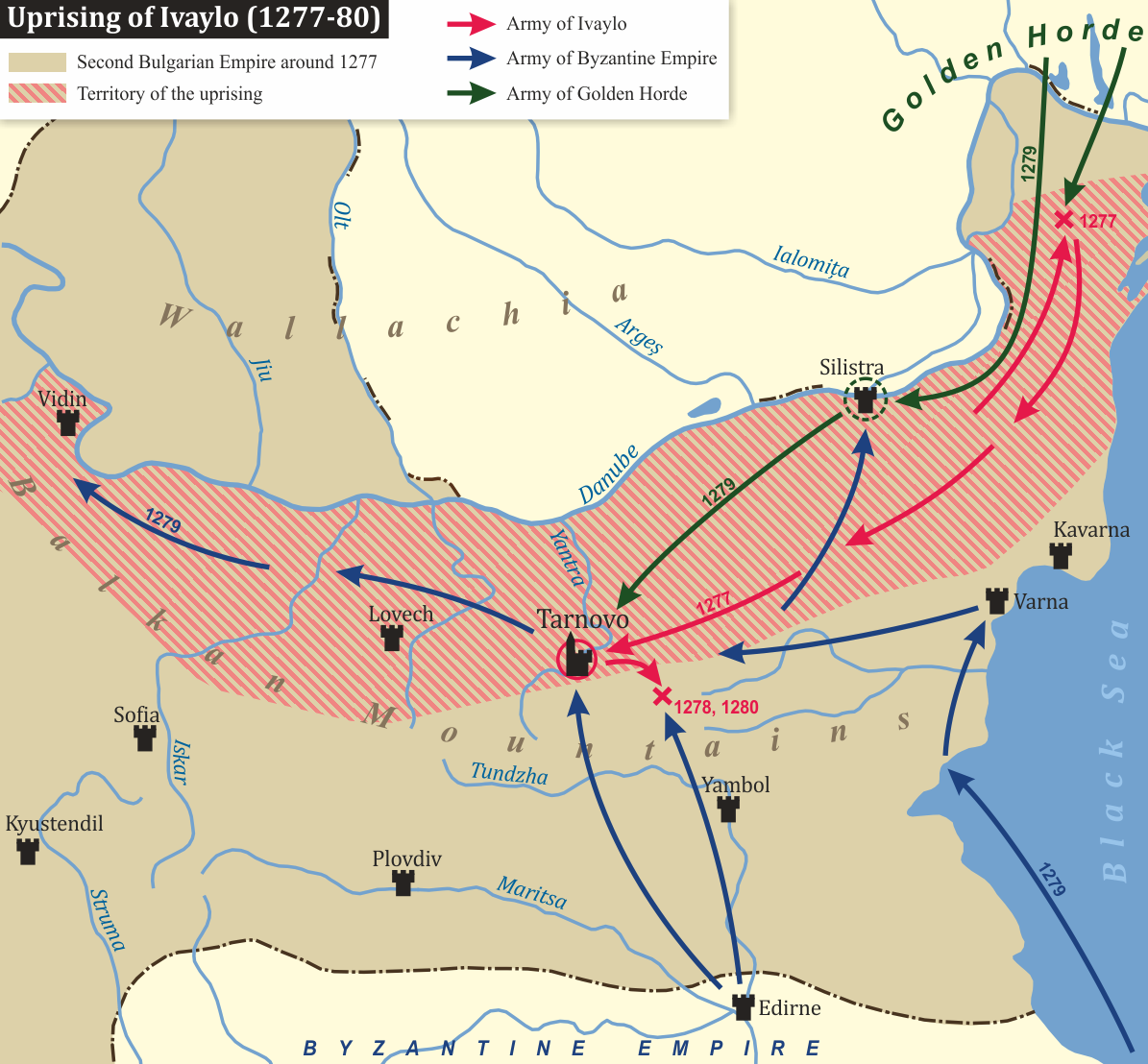
نقشهٔ شورش ایوایلو

ایوایلو (به بلغاری: Ивайло) (مرگ ۱۲۸۱ میلادی) رهبر شورشی و تزار بلغارستان بود.
ایوایلو در ۱۲۷۷ میلادی یک شورش دهقانی -که به شورش ایوایلو معروف‌شده- را رهبری نمود. در ۱۲۷۸ میلادی او به تزاری بلغارستان رسید و تا ۱۲۷۹ این مقام را حفظ کرد. به رغم پیروزی‌هایی که در برابر امپراتوری روم شرقی و مغول‌ها به دست آورد، بر اثر فشارهای داخلی از سوی اشراف و حملات خارجی ناچار به کناره‌گیری شد و به تبعید در میان مغولان فرستاده‌شد و اندکی پس از آن به دست ایشان کشته‌شد.
ایوایلو در تاریخ‌نگاری مارکسیستی نمونهٔ یک رهبر ضدفئودال است.